# ライヒェルスハイム (ヴェッテラウ)
ライヒェルスハイム (ドイツ語: Reichelsheim) は、ドイツ連邦共和国ヘッセン州ヴェッテラウ郡に属す市である。

## 地理
ライヒェルスハイムはフランクフルト・アム・マインとギーセンとの間、「黄金のヴェッテラウ」の中央（フランクフルトの北約 30 km）に位置している。ライヒェルスハイムの東縁をホルロフ川が流れている。ライヒェルスハイムは鉄道フリートベルク – ニッダ線で分割されている。鉄道路線の北西は新興住宅地とイン・ミュールアール混成地域である。鉄道路線の南東側は古いライヒェルスハイムの中心部であり、これに接する形でかつての新興住宅地（1960年代に建設された）がある。北東部では、ビンゲンハイマー・リート自然保護地域がイン・ミュールアール混成地域に直接接している。

### 隣接する市町村
ライヒェルスハイムは、北はヴェルファースハイムおよびエヒツェル、東はランシュタット、南はフロールシュタット、西はフリートベルクと境を接している。

### 市の構成
ライヒェルスハイムは、バイエンハイム、ブロフェルト、ドルン＝アッセンハイム、ホイヒェルハイム、ライヒェルスハイム、ヴェッケスハイムの各市区からなる。

## 歴史
ライヒェルスハイムに関する現存する最古の文献記録は 817年に作成されたものである。本市の市区であるバイエンハイムはそれ以前の 773年の記録が遺されている。中世後期にこの村の所有権は一時的にハーナウ家が有していた。
1566年からライヒェルスハイムは、周りをヘッセン＝ダルムシュタット方伯領に囲まれたナッサウ家の飛び地となった。その後ライヒェルスハイムは ナッサウ＝ヴァイルブルク伯領となった。1665年にフリードリヒ伯から都市権を授けられ、1668年には市場開催権を獲得した。1787年からアムト・ライヒェルスハイムの主邑とされたが、当初はこの村単独のアムトであった。普墺戦争後、ナッサウ家の領土はプロイセンに併合された。1866年9月3日のプロイセン＝ヘッセン平和協定の第15条で領土交換が合意された。アムト・ライヒェルスハイムはハールハイム（現在はフランクフルト・アム・マインの市区である）とともにヘッセン＝ダルムシュタット大公国に移管された。ライヒェルスハイムは大公国ではフリートベルク (ヘッセン) 郡に属した。

## 行政

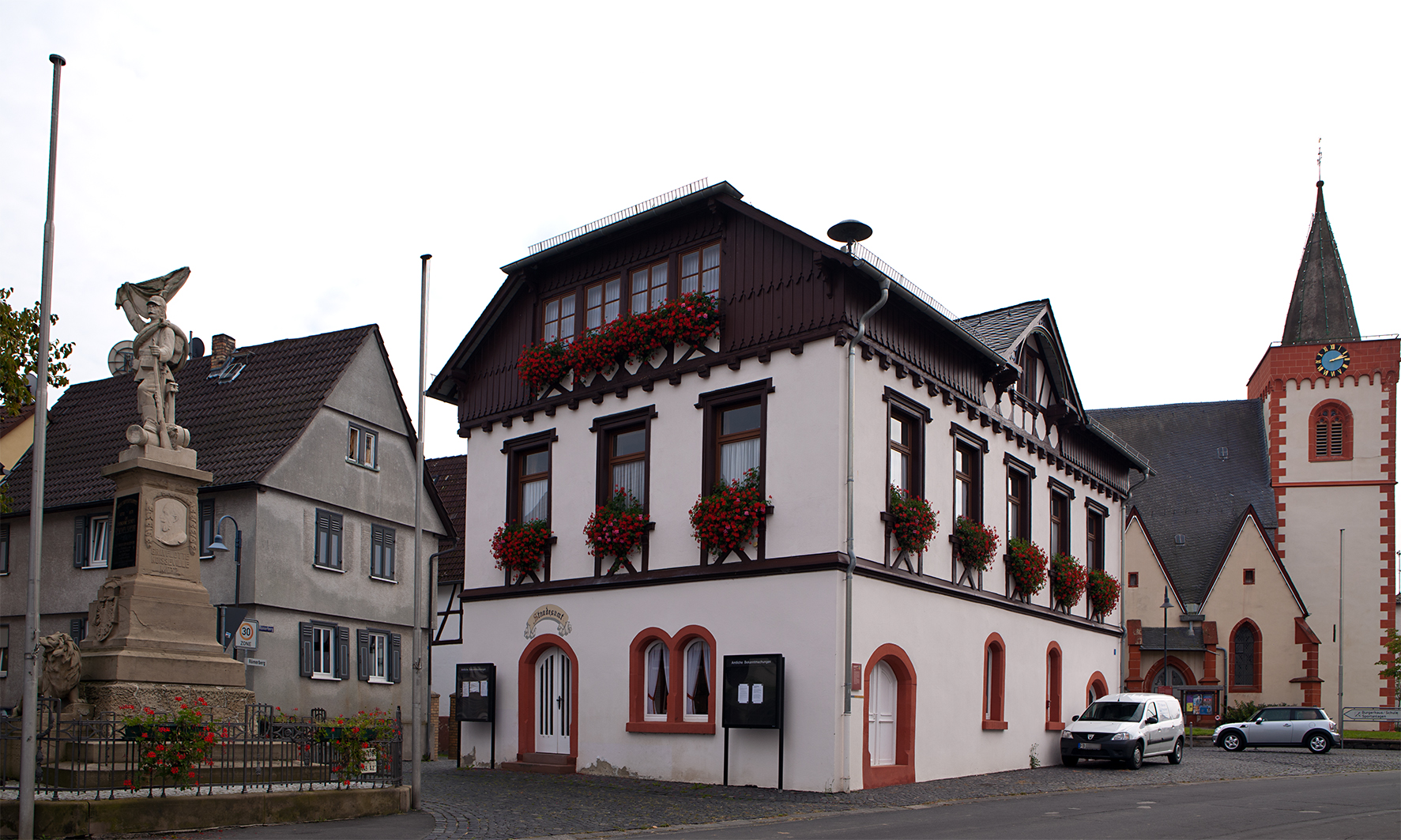
ライヒェルスハイムの古い市庁舎

### 市議会
2011年3月27日の市議会選挙以降、ライヒェルスハイムの市議会は 27議席で構成されている。

### 首長
SPDの政治家レーナ・ヘルゲット＝ウムゾンストは、2020年11月1日の市長選挙で 59.4 % の票を獲得して市長に選出された。

### 紋章
上下二分割。上部は青地に金の小片を散らした背景に、赤い爪や下で威嚇して悠然と歩く金の獅子。下部は金地に黒い十字、その両側に赤い蔓草の葉が描かれている。青と金の配色や獅子は、かつてヘッセン＝ナッサウ領であったことを示している。十字架はこの村がフルディッシュ・マルク（フルダ修道院の辺境部にある所領）に属していた歴史に由来する。ツタの葉は、この地域で古くから行われていたワイン造りを象徴している。

## 経済と社会資本

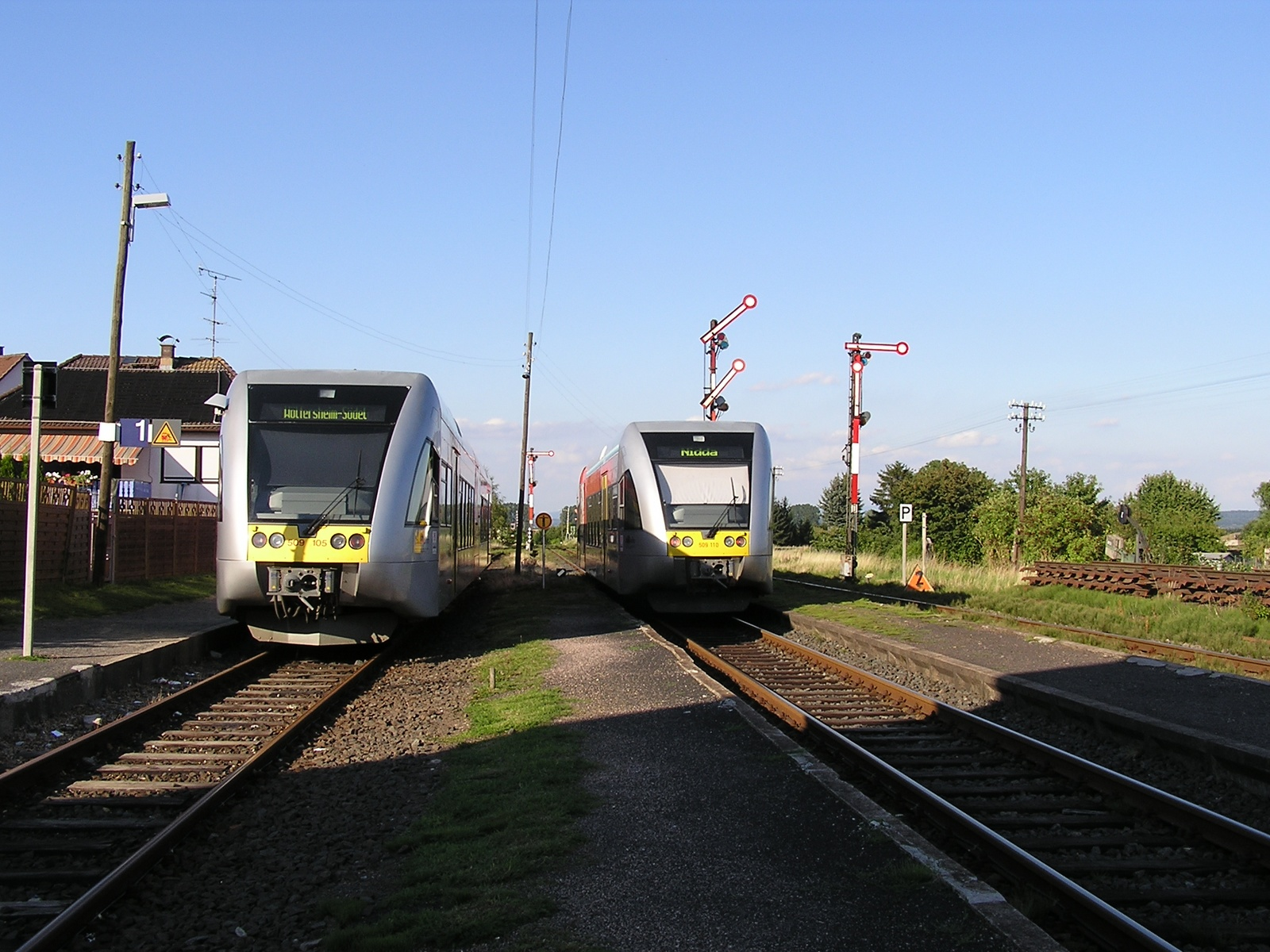
ホルロフタール鉄道のバイエンハイム駅

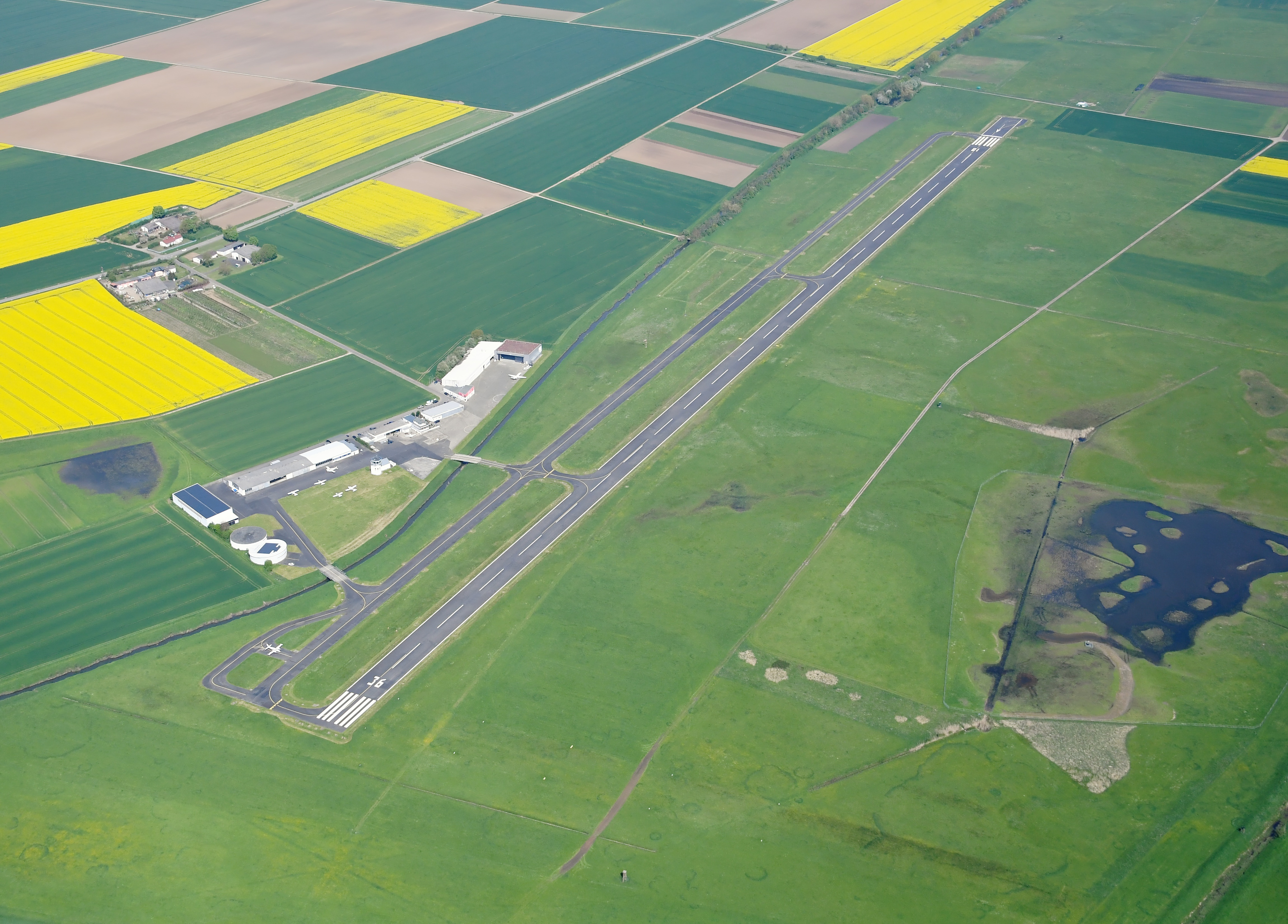
ライヒェルスハイム飛行場

### 交通
ライヒェルスハイム駅は、キプリ社のHOゲージ鉄道模型に長らく採用されていたことで国際的に有名である。複線のライヒェルスハイム駅は、ヴェッカースハイム駅と同様に鉄道バイエンハイム – ショッテン線の駅であり、1時間ごとにヘッセン州立鉄道のフリートベルク方面やニッダ方面への列車が運行されている。また、分岐駅のバイエンハイム駅は、ライヒェルスハイムの同名の市区に位置している。
公共旅客交通は、ライン＝マイン交通連盟傘下のオーバーヘッセン交通会社 GmbH が運営している。
ドイツ・リーメス自転車道が市内を通っている。この自転車道は、オーバーゲルマニシュ＝レティシャー・リーメス沿いに、ライン川沿いのバート・ヘニンゲンからドナウ川沿いのレーゲンスブルクまでを結んでおり、全長は 818 km 以上に及ぶ。
ライヒェルスハイムの南に、交通飛行場に分類されるライヒェルスハイム飛行場がある。2011年6月12日にこの飛行場で飛行船グッドイヤー号が墜落した。3人の乗客は命に別状なかったが、パイロットが死亡した。

### 褐炭
1991年になるまで、ライヒェルスハイム市のライヒェルスハイム市区、ホイヒェルハイム市区、ドルン＝アッセンハイム市区、ヴェッケスハイム市区周辺では褐炭の坑道採掘や露天採掘が盛んに行われていた。褐炭は HEFRAG、後の PREAG によって採掘され、ヴェルファースハイム発電所で使われた。褐炭は、初めは坑道採掘されていた。ホイヒェルハイムやヴェッカースハイムには今も採掘坑が遺されている。1961年に露天採掘に替わり、露天採掘場 II / III（ヴェッカースハイム / ホイヒェルハイム）、露天採掘場 VI（ライヒェルスハイム）、露天採掘場 VII（ドルン＝アッセンハイム）が次々に開発された。褐炭は作業用坑内鉄道でヴェルファースハイム石炭火力発電所に運搬された。また、ライヒェルスハイムの西部に集積場が建設された。褐炭は露天採掘場 VI / VII からここまでベルトコンベアで運ばれていた。
1991年9月30日、最後の褐炭が露天採掘場 VII から運び出された。ヴェルファースハイム発電所は、10月末に貯蔵分も使い切り、営業を停止した。